# Francisco Romero Robledo

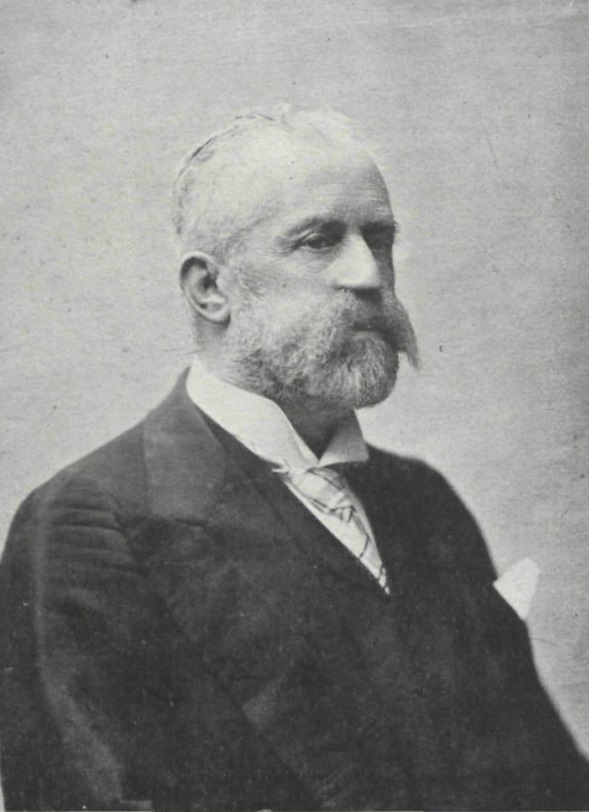
Francisco Romero Robledo, Fotografie von Christian Franzen

Francisco Romero Robledo (* 8. März 1838 in Antequera; † 3. März 1906 in Madrid) war ein spanischer Jurist und Politiker.

## Leben
Francisco Romero Robledo, der große Besitzungen in Andalusien hatte, wurde schon sehr früh in die großen politischen Bewegungen der 1850er Jahre hineingezogen. Ehe er noch das gesetzmäßige Alter von 25 Jahren erreicht hatte, wurde er von seinen Anhängern in seiner Vaterstadt 1856 in die Cortes gewählt und trat infolge seiner glänzenden Beredsamkeit sofort in den Vordergrund des politischen Lebens. Er nahm tätigen Anteil an der Septemberrevolution von 1868, gehörte der Revolutionsjunta von Madrid an und wurde Minister der öffentlichen Arbeiten. Gegner Amadeos, aber strenger Monarchist, wirkte er dann an der Seite von Antonio Cánovas del Castillo und weiterer Alfonsinos für die Restauration der Bourbonen. Vom 31. Dezember 1874 bis zum 7. März 1879 war er Innenminister. Auch in den späteren Kabinetten Cánovas del Castillo bekleidete er einflussreiche Ämter – so war er von Dezember 1879 bis Februar 1881 sowie von Januar 1884 bis Juli 1885 wieder Innenminister –, entzweite sich jedoch Ende 1895 mit Cánovas wegen der Politik bezüglich Kuba. Später bildete er eine besondere Gruppe innerhalb der konservativen Partei und war 1904–05 Präsident der Abgeordnetenkammer.